# Entraîneurs des Celtics de Boston
Le tableau suivant est un récapitulatif des différents entraîneurs des Celtics de Boston au fil des saisons.  
L'équipe est actuellement entraînée par Joe Mazzulla, avec Brad Stevens comme manager général. 
Il y a eu à ce jour, un total de 17 entraîneurs différents. Les Celtics ont remporté leur premier titre NBA lors de la finale en 1957 sous la direction de Red Auerbach. Auerbach est également le leader de la franchise en nombre de victoires en saison régulière et en Playoffs en tant qu'entraîneur.  
Auerbach et Bill Fitch ont été inclus dans le top 10 des entraîneurs de l'histoire de la NBA. Fitch a été l'entraîneur de l'année de la NBA durant la saison 1979-1980 et a également mené les Celtics à un championnat en 1981. Auerbach a mené quant à lui les Celtics à neuf titres, en 1957, 1959, 1960, 1961, 1962, 1963, 1964, 1965 et 1966. 
KC Jones a mené les Celtics à deux titres NBA, en 1984 et 1986. 
Par la suite, Alvin Julian, Auerbach, Tom Heinsohn, Fitch et Rick Pitino ont été intronisés au Temple de la renommée du basket-ball (Hall Of Fame) en tant qu'entraîneurs. 
Bill Russell, Tom Heinsohn, Tom Sanders, Dave Cowens, K.C. Jones, Chris Ford et M.L. Carr ont eu une carrière de joueur et d'entraîneur au sein de la franchise.  
John Russell, Alvin Julian, Heinsohn, Sanders, Carr et John Carroll ont passé toute leur carrière d'entraîneur avec les Celtics. Doc Rivers est le dernier entraîneur à avoir remporté un titre avec la franchise, en 2008. 

## Légende
| MC          | Matchs Entraînés                                                                                     |
| V           | Victoires                                                                                            |
| D           | Défaites                                                                                             |
| % Victoires | Pourcentage de victoires                                                                             |
| *           | A passé toute sa carrière d'entraîneur avec les Celtics                                              |
|             | Élu au Hall Of Fame en tant qu'entraîneur                                                            |
| *           | Élu au Hall Of Fame en tant qu'entraîneur et a passé toute sa carrière d'entraîneur avec les Celtics |

## Entraîneurs
Remarque : Les statistiques sont correctes jusqu'à la fin de la saison 2024-2025.
| #              | Nom            | Période                                   | MC               | V                | D                | %V               | MC       | V        | D        | %V       | Récompenses |
| #              | Nom            | Période                                   | Saison régulière | Saison régulière | Saison régulière | Saison régulière | Playoffs | Playoffs | Playoffs | Playoffs | Récompenses |
| -------------- | -------------- | ----------------------------------------- | ---------------- | ---------------- | ---------------- | ---------------- | -------- | -------- | -------- | -------- | --- |
| Boston Celtics |                |                                           |                  |                  |                  |                  |          |          |          |          | |
| 1              | John Russell * | 1946-1948                                 | 108              | 42               | 66               | 38,9%            | 3        | 1        | 2        | 33,3%    | |
| 2              | Alvin Julian * | 1948-1950                                 | 128              | 47               | 81               | 36,7%            | —        | —        | —        | —        | |
| 3              | Red Auerbach   | 1950-1966                                 | 1192             | 795              | 397              | 66,9%            | 148      | 90       | 58       | 60,8%    | 9 titres NBA (1957, 1959, 1960, 1961,1962, 1963, 1964, 1965, 1966). Entraîneur de l'année (1965). Fait partie du Top 15 des meilleurs entraîneurs de l'histoire de la NBA. |
| 4              | Bill Russell   | 1966-1969 (en tant que joueur-entraîneur) | 245              | 162              | 83               | 66,1%            | 18       | 12       | 6        | 66,7%    | 2 titres NBA (1968, 1969) |
| 5              | Tom Heinsohn   | 1969-1978                                 | 690              | 427              | 263              | 61,9%            | 80       | 47       | 33       | 58,8%    | Entraîneur de l'année (1973). 2 titres NBA (1974, 1976). |
| 6              | Tom Sanders *  | 1978                                      | 62               | 23               | 39               | 37,1%            | —        | —        | —        | —        | |
| 7              | Dave Cowens    | 1978-1979 (en tant que joueur-entraîneur) | 68               | 27               | 41               | 39,7%            | —        | —        | —        | —        | |
| 8              | Bill Fitch     | 1979-1983                                 | 328              | 242              | 86               | 73,8%            | 45       | 26       | 19       | 57,8%    | 1 titre NBA (1981). Entraîneur de l'année (1980). Fait partie du Top 10 des meilleurs entraîneurs de l'histoire de la NBA.                                                 |
| 9              | K.C. Jones     | 1983-1988                                 | 410              | 308              | 102              | 75,1%            | 102      | 56       | 37       | 60,2%    | 2 titres NBA (1984, 1986). Fait partie du Top 15 des meilleurs entraîneurs de l'histoire de la NBA.                                                                        |
| 10             | Jimmy Rodgers  | 1988-1990                                 | 164              | 94               | 70               | 57,3%            | 8        | 2        | 6        | 25,0%    | |
| 11             | Chris Ford     | 1990-1995                                 | 410              | 222              | 188              | 54,1%            | 29       | 13       | 16       | 44,8%    | |
| 12             | M.L. Carr *    | 1995-1997                                 | 164              | 48               | 116              | 29,3%            | —        | —        | —        | —        | |
| 13             | Rick Pitino    | 1997-2001                                 | 248              | 102              | 146              | 41,1%            | —        | —        | —        | —        | |
| 14             | Jim O'Brien    | 2001-2004                                 | 258              | 139              | 119              | 53,9%            | 26       | 13       | 13       | 50,0%    | |
| 15             | John Carroll * | 2004                                      | 36               | 14               | 22               | 38,9%            | 4        | 0        | 4        | 0%       | |
| 16             | Doc Rivers     | 2004-2013                                 | 721              | 416              | 305              | 57,7%            | 104      | 58       | 46       | 55,8%    | 1 titre NBA (2008). Fait partie du Top 15 des meilleurs entraîneurs de l'histoire de la NBA.                                                                               |
| 17             | Brad Stevens * | 2013-2021                                 | 636              | 354              | 282              | 55,7%            | 78       | 38       | 40       | 48,7%    | |
| 18             | Ime Udoka      | 2021-2022                                 | 82               | 51               | 31               | 62,2%            | 24       | 14       | 10       | 58,3%    | |
| 18             | Joe Mazzulla * | 2022-                                     | 246              | 182              | 64               | 74,0%            | 50       | 33       | 17       | 66,0%    | 1 titre NBA (2024). |